# Klosterreichenbach
Klosterreichenbach is een plaats in de Duitse gemeente Baiersbronn, deelstaat Baden-Württemberg, en telt 2424 inwoners (2006).